# Corculum
Corculum (лат.) — род морских двустворчатых моллюсков из семейства сердцевидок. Содержат в организме эндосимбиотических динофлагеллят и получают от них питательные вещества благодаря фотосинтезу.

## Виды
На декабрь 2023 года в род включают следующие виды:
- Corculum aequale (Deshayes, 1855)
- Corculum aselae Bartsch, 1947
- Corculum cardissa (Linnaeus, 1758)
- Corculum impressum ([Lightfoot], 1786)
- Corculum lorenzi M. Huber, 2013
- Corculum monstrosum (Gmelin, 1791)
- Corculum roseum (Gmelin, 1791)